# Вадерн
Вадерн (њем. Wadern) град је у њемачкој савезној држави Сарланд. Једно је од 7 општинских средишта округа Мерциг-Вадерн. Посједује регионалну шифру (AGS) 10042116.

## Географски и демографски подаци
Град се налази у Шварцвалдском побрђу, дијелу планинског ланца Хунсрик, на надморској висини од 250–600 метара. Површина општине износи 111,0 km². У самом граду је, према процјени из 2010. године, живјело 16.767 становника. Просјечна густина становништва износи 151 становника/km². Годишња количина падавина је висока и износи око 1114 mm.

## Историја
Вадерн је основан око 950. године. После Првог свјетског рата био је у саставу Сарске области, а од 1974. године постоји у данашњим оквирима.

## Међународна сарадња
| Мјесто | Држава       | Врста сарадње | Од    |
| ------ | ------------ | ------------- | ----- |
|        | Француска    | партнерство   | 1973. |
|        | Чешка        | партнерство   | 1993. |
| Тома   | Буркина Фасо | партнерство   | 2003. |
|        | Француска    | партнерство   | 1968. |
| Извор  |              |               |       |